# Thermische amplitude
Met de thermische amplitude wordt in de meteorologie het verschil tussen de minimum- en de maximumtemperatuur binnen een bepaald gebied gedurende een bepaalde vaste periode (bijvoorbeeld een jaar of dag) bedoeld. Grote thermische amplitudes zijn met name kenmerkend voor gebieden met een landklimaat op niet te lage breedtegraden, doordat de aanlandige zeewinden die in de zomer relatief koel en in de winter relatief warm zijn hier niet of nauwelijks bereik hebben. In de buurt van een zee of oceaan is de thermische amplitude daarentegen een stuk kleiner. Dicht bij de evenaar (dus in de gebieden met tropisch klimaat) is de thermische amplitude vrijwel afwezig, doordat de hoeveelheid ontvangen zonne-energie hier gedurende het hele jaar nagenoeg constant is.

## Voorbeelden
De grootste thermische amplitude die ooit is gemeten was in het plaatsje Verchojansk in Oost-Siberië. Hier kwam binnen een jaar een minimumtemperatuur van -67,7 °C in de winter en een maximumtemperatuur van +36,7 °C in de zomer voor, ofwel een thermische amplitude van 104,4 °C. Grote thermische amplitudes komen verder voor in bijvoorbeeld Kabul en plaatselijk ook in Zuid-Frankrijk. In Minzac werd op 24 september 1962 binnen één etmaal een temperatuurverschil van 30,9 °C gemeten. In gebieden met een zeeklimaat is de thermische amplitude binnen een etmaal zelden groter dan 10 °C, met de grootste waarden in het voorjaar.